# توماس (فلم 2019)
توماس (بالإنجليزية: Tommaso) فيلم دراما تم إنتاجه دوليًا عام 2019، من تأليف وإخراج أبيل فيرارا. من النجوم ويليم دافو. تم عرض الفيلم لأول مرة عالميًا في مهرجان كان السينمائي في 20 مايو 2019. صدر في الولايات المتحدة في 5 يونيو 2020.

## طاقم التمثيل
- ويليم دافو: في دور توماس
- كريستينا شيرياك: في دور نيكي
- آنا فيرارا: في دور ديدي
- ستيلا ماسترانتونيو: في دور دارسة تمثيل
- أليساندرو براتو: في دور دارس تمثيل
- مارسيللا اموريالو: في دور معلمة إيطالية
- لوسيانو سوفينا: في دور قائد الشرطة
- صوفيا رانيا: في دور فتاة الحانة
- حسن خان: في دور رجل بلا مأوى
- أناستازيا بالان: في دور والدة نيكي
- دارما مانجيا وودز: في دور راقصة فئة التمثيل
- أليساندرا سكارسي: في دور طالبة في السيارة
- ستيفانو بابا: في دور الرجل الأشقر
- هاري مكروري: في دور داني
- كلوديا بالميرا: في دور ديدري
- وليام سبل: في دور رجل في السيارة
- تونينو أنجيليني: في دور سائق سيارة الاجرة[3]

## أحداث الفيلم
الفيلم يروي قصة الفنان الأمريكي توماسو الذي يعيش في روما مع زوجته الأوروبية الشابة وابنتهما البالغة من العمر 3 سنوات. توماسو وزوجته علاقتهما في حالة اضطراب ويجب على توماسو أن يتصالح مع رغبة زوجته في تغيير قواعد زواجهما. يتم تعيين هذا التغيير بين توماسو وزوجته مقابل حياته اليومية البسيطة في روما؛ كطالب يأخذ دروسًا في اللغة الإيطالية، وكمدرس يعمل مع طلاب التمثيل الشباب، وتعامله مع الأسواق والحانات المحلية، والأهم من ذلك علاقته والحب النقي الذي يشعر به لابنته الصغيرة، التي تمنحه الكثير من مشاعر الحب.  
تثور في خيال توماسو ديناميكية أخرى، هناك العالم الحقيقي والعالم الموجود في خيال توماسو، والذي يهتم ويؤثر بشكل خاص على زوجته نيكي والنساء الأخريات في مجاله. إنه بوذي يتمتع برؤى نشطة عن شغف المسيح بالإضافة إلى مدمن سابق ومدمن للكحول في حالة تعافي نشط، كل ذلك في مدينة يسميها وطنًا ولكنه لا يزال غريبًا عن اللغة والقدرة على التواصل.

## صدور الفيلم واستقباله
تم عرض الفيلم لأول مرة عالميًا في مهرجان كان السينمائي في قسم العروض الخاصة في 20 مايو 2019، وفي يناير 2020، حصلت كينو لوربر على حقوق التوزيع الأمريكية للفيلم، وصدر في الولايات المتحدة في 5 يونيو 2020.
حصل الفيلم على تقييم مقداره 85% بناء على آراء 39 ناقد سينمائي على موقع الطماطم الفاسدة، وكتب الإجماع النقدي للموقع: "في حين أنه من المسلم به أن هناك ممارسة كبيرة للانغماس في الذات، فإن توماسو مرتكز بقوة على الأداء المركزي المتميز من ويليم دافو"، وعلى موقع ميتاكريتيك، حصل الفيلم على تصنيف 66 من أصل 100، بناءً على 18 نقادًا، مما يشير إلى مراجعات إيجابية بشكل عام.

## وصلات خارجية
- مقالات تستعمل روابط فنية بلا صلة مع ويكي بيانات